# غار ساتسوربلیا
غار ساتسوربلیا (به لاتین: Satsurblia Cave) یک غار و محوطه باستانی در گرجستان است.